# Liste der Kulturdenkmäler in Monreal
In der Liste der Kulturdenkmäler in Monreal sind alle Kulturdenkmäler der rheinland-pfälzischen Ortsgemeinde Monreal aufgeführt. Grundlage ist die Denkmalliste des Landes Rheinland-Pfalz (Stand: 27. Oktober 2023).

## Denkmalzonen
| Bezeichnung                               | Lage | Baujahr         | Beschreibung | Bild                           |
| ----------------------------------------- | --- | --------------- | --- | ------------------------------ |
| Denkmalzone Große Burg oder Löwenburg     | nördlich des Ortes Lage | 13. Jahrhundert | Bergfried, starke Mauerreste an Nord- und Westseite, Gebäude mit Halbrundtürmen, Palas (?); Hof unterhalb der Burg, in der Scheune zweitverwendete Profile; Kapelle mit romanischen Spolien, 1803; Wegekreuz, bezeichnet 1726; Gesamtanlage | weitere Bilder Fotos hochladen |
| Denkmalzone Kleine Burg oder Philippsburg | nördlich des Ortes Lage | 13. Jahrhundert | auch genannt das „Rech“; im Westen der Großen Burg, durch kleine Talsenke getrennt; Vorwerk mit Mauern und Bergfried; bauliche Gesamtanlage                                                                                                 | weitere Bilder Fotos hochladen |
| Denkmalzone Ortskern                      | Backesgasse 1–5, Grabenstraße 1, 9, 11 und 15, Kirchstraße 1–23, Marktplatz 1–5, Mühlenstraße 1–14, Obertorstraße 1–20, Philippsburg 1–5, Untertorstraße 1–22, 24, 26 und 28 Lage |                 | Ortskern innerhalb der Stadtmauern, im Norden begrenzt vom Bering der Großen Burg und der Kleinen Burg | Fotos hochladen                |

## Einzeldenkmäler
| Bezeichnung                           | Lage                                   | Baujahr                             | Beschreibung | Bild                                    |
| ------------------------------------- | -------------------------------------- | ----------------------------------- | --- | --------------------------------------- |
| Stadtbefestigung                      |                                        | 1615                                | Stadtmauerturm (⊙); Untere Schlossbrücke (⊙) und Obere Schlossbrücke (⊙) über den Elzbach, bezeichnet 1615; Rest der Stadtmauer an Untertorstraße 34 (⊙) sowie neben dem Pfarrhaus (⊙)                                                                      | Fotos hochladen                         |
| Kapelle St. Georg                     | An St. Jost, auf dem Friedhof Lage     | 1460                                | Kapelle St. Georg, Saalbau, 1887, Chor 1460; acht Grabplatten, 16. und 17. Jahrhundert; Stein 1487; sieben Grabplatten, teilweise aus dem 17. Jahrhundert; Grabkreuzfragment, bezeichnet 1723; Grabkreuze von 1618 und 1799; Missionskreuz, bezeichnet 1737 | weitere Bilder Fotos hochladen          |
| Kriegerdenkmal                        | An St. Jost, auf dem Friedhof Lage     | um 1920                             | Kriegerdenkmal, Pylon mit Kreuz | Fotos hochladen                         |
| Wohnhaus                              | Backesgasse 1 Lage                     | 19. Jahrhundert                     | dreigeschossiger Krüppelwalmdachbau, 19. Jahrhundert | Fotos hochladen                         |
| Wohnhaus                              | Backesgasse 2 Lage                     | 18. Jahrhundert                     | dreigeschossiges Fachwerkhaus, teilweise massiv, 18. Jahrhundert | Fotos hochladen                         |
| Alte Schule                           | Bahnhofstraße 5 Lage                   | 1834                                | dreigeschossiger Putzbau, bezeichnet 1834 | Fotos hochladen                         |
| Katholische Pfarrkirche Kreuzerhöhung | Kirchstraße Lage                       | 1459/60                             | Saalbau, wohl von 1459/60 | weitere Bilder Fotos hochladen          |
| Wohnhaus                              | Kirchstraße 1 Lage                     | 18. Jahrhundert                     | Fachwerkhaus, teilweise massiv, wohl aus dem 18. Jahrhundert | Fotos hochladen                         |
| Wohnhaus                              | Kirchstraße 2 Lage                     | 1926                                | dreigeschossiges Fachwerkhaus, teilweise massiv, bezeichnet 1926; Georgsrelief | Fotos hochladen                         |
| Wohnhaus                              | Kirchstraße 5 Lage                     |                                     | Fachwerkhaus, teilweise massiv | Fotos hochladen                         |
| Wohnhaus                              | Kirchstraße 8 Lage                     | 1691                                | Fachwerkhaus, teilweise massiv, bezeichnet 1691, wohl eher aus dem 18. Jahrhundert | Fotos hochladen                         |
| Wohnhaus                              | Kirchstraße 9 Lage                     | 19. Jahrhundert                     | Fachwerkhaus, teilweise massiv, 19. Jahrhundert | Fotos hochladen                         |
| Wohnhäuser                            | Kirchstraße 11/13 Lage                 |                                     | Fachwerkhäuser in Mischbauweise | Fotos hochladen                         |
| Katholisches Pfarrhaus                | Kirchstraße 23 Lage                    | 1773                                | Putzbau, bezeichnet 1773; Gesamtanlage mit Garten | Fotos hochladen                         |
| Kreuz                                 | Kirchstraße, bei Nr. 23 Lage           | Ende des 19. Jahrhunderts           | Kreuz, Gusseisen, Ende des 19. Jahrhunderts | Fotos hochladen                         |
| Wohnhaus                              | Marktplatz 3 Lage                      | 18. Jahrhundert                     | eingeschossiges Fachwerkhaus, 18. Jahrhundert | Fotos hochladen                         |
| Wohnhaus                              | Marktplatz, zu Nr. 4 Lage              | 19. Jahrhundert                     | Fachwerkhaus, 19. Jahrhundert | Fotos hochladen                         |
| Wohnhaus                              | Marktplatz 5 Lage                      | frühes 18. Jahrhundert              | Fachwerkhaus, Krüppelwalmdach, wohl aus dem frühen 18. Jahrhundert | Fotos hochladen                         |
| Wohnhaus                              | Mühlenstraße 12 Lage                   | 18. Jahrhundert                     | dreigeschossiges Fachwerkhaus, teilweise massiv, verputzt, 18. Jahrhundert | Fotos hochladen                         |
| Johannesbrücke                        | Obertorstraße Lage                     | um 1500                             | zweibogiger Quaderbau über den Elzbach, um 1500; Wegekreuz, 16. Jahrhundert; vier Löwenfiguren, ab 1831; Nepomuk-Skulptur (Kopie des Originals von 1803, J. Matthias Büls, Monreal)                                                                         | Fotos hochladen                         |
| Wohnhaus                              | Obertorstraße 2 Lage                   | 1701                                | Fachwerkhaus, teilweise massiv, Krüppelwalmdach, bezeichnet 1701 | Fotos hochladen                         |
| Rathaus                               | Obertorstraße 3, Marktplatz 1 Lage     | 16. Jahrhundert                     | Fachwerkbau, teilweise massiv, Ständerbau, 16. Jahrhundert; Schandbaum | Fotos hochladen                         |
| Wohnhaus                              | Obertorstraße 4 Lage                   | 1676                                | Fachwerkhaus, teilweise massiv, Walmdach, bezeichnet 1676 und 1757 | Fotos hochladen                         |
| Wohnhäuser                            | Obertorstraße 5–9 Lage                 |                                     | Fachwerkhäuser | BW                                      |
| Wohnhaus                              | Obertorstraße 8 Lage                   | 18. Jahrhundert                     | dreigeschossiges Fachwerkhaus, Mansarddach, 18. Jahrhundert | Fotos hochladen                         |
| Wohnhaus                              | Obertorstraße 11 Lage                  | 18. Jahrhundert                     | dreigeschossiges Fachwerkhaus, teilweise massiv, 18. Jahrhundert | Fotos hochladen                         |
| Wohnhaus                              | Obertorstraße 14 Lage                  | 1744                                | Mansarddachbau, 1744 | Fotos hochladen                         |
| Wohnhaus                              | Philippsburg 5 Lage                    | 1695                                | Fachwerkhaus, teilweise massiv, bezeichnet 1695, eventuell aus dem 18. Jahrhundert | BW                                      |
| Grabkreuz                             | Untertorstraße Lage                    | 1782                                | Grabkreuz Freund, bezeichnet 1782 | Fotos hochladen                         |
| Wohnhäuser                            | Untertorstraße 2/4 Lage                | Ende des 16. Jahrhunderts           | Nr. 2: Fachwerkhaus, teilweise massiv, 18. Jahrhundert; Nr. 4: dreigeschossiges Fachwerkhaus, teilweise massiv, im Kern wohl vom Ende des 16. Jahrhunderts                                                                                                  | BW                                      |
| Wohnhaus                              | Untertorstraße 10 Lage                 | 19. Jahrhundert                     | Krüppelwalmdachbau, 19. Jahrhundert | BW                                      |
| Tuchmacherei                          | Untertorstraße 12/14 Lage              |                                     | Nr. 12 Manufaktur der Tuchmacherei, dreigeschossiges Fachwerkhaus, teilweise massiv, Fachwerk aus dem 19. Jahrhundert; Nr. 14: dreigeschossiger Putzbau, Torfahrt, 19. Jahrhundert                                                                          | BW                                      |
| Wohnhaus                              | Untertorstraße 16 Lage                 | 1927                                | Fachwerkhaus, teilweise massiv, bezeichnet 1927 | Fotos hochladen                         |
| Wohnhaus                              | Untertorstraße 20 Lage                 | erstes Viertel des 18. Jahrhunderts | Fachwerkhaus, teilweise massiv, erstes Viertel des 18. Jahrhunderts | BW                                      |
| Wohnhaus                              | Untertorstraße 22 Lage                 | 19. Jahrhundert                     | eingeschossiges Bruchsteinwohnhaus, Fachwerkgiebel, 19. Jahrhundert, Türsturz bezeichnet 1657 | Fotos hochladen                         |
| Hausmarken                            | Untertorstraße, an Nr. 23 Lage         | 1650                                | zwei Hausmarken, eine bezeichnet 1650 | BW                                      |
| Wohnhaus                              | Untertorstraße 26 Lage                 | 1779                                | Fachwerkhaus, teilweise massiv, abgewalmtes Mansarddach, bezeichnet 1779 und 1813 | BW                                      |
| Scheune                               | Untertorstraße 30 Lage                 | 18. Jahrhundert                     | Bruchsteinscheune, Fachwerkgiebel, 18. Jahrhundert | BW                                      |
| Wegekreuz                             | außerhalb des Ortes                    | 1666                                | Wegekreuz, bezeichnet 1666 | Direkt Bild zu diesem Denkmal hochladen |
| Wegekreuz                             | außerhalb des Ortes                    |                                     | Wegekreuzfragment | Direkt Bild zu diesem Denkmal hochladen |
| Bildstöcke                            | außerhalb des Ortes an der L 98        | 1756                                | Bildstöcke, bezeichnet 1756 und 1808 | Direkt Bild zu diesem Denkmal hochladen |
| Kreuz                                 | nordöstlich des Ortes an der L 98 Lage | um 1500                             | Hochkreuz, Holz, um 1500 | BW                                      |
| Bildstock und Grenzstein              | südlich des Ortes                      | 1591                                | Bildstock, bezeichnet 1591; Wappen, bezeichnet 1646; Grenzstein | Direkt Bild zu diesem Denkmal hochladen |
| Wegekreuz                             | südlich des Ortes                      | 1847                                | Wegekreuz, bezeichnet 1847 | Direkt Bild zu diesem Denkmal hochladen |
| Wegekreuz                             | südlich des Ortes                      | 1846                                | Wegekreuz, bezeichnet 1846 | Direkt Bild zu diesem Denkmal hochladen |
| Untere Augstmühle                     | westlich des Ortes Lage                | 18. Jahrhundert                     | Fachwerkhaus, teilweise massiv, 18. Jahrhundert, Schafstall aus dem 19. Jahrhundert | BW                                      |